# متساوي النيوترونات
متساوي النيوترونات (Isotone) هو تعبير يستخدم لوصف نويديتين إذا كان لهما نفس عدد النيوترونات N ولكن بعدد مختلف من البروتونات Z (عدد ذري مختلف).
على سبيل المثال فإن كلاً من بورون-12 وكربون-13 لديه سبعة نيوترونات، لذلك فهما متساويَيّ النيوترونات، وبنفس القياس نجد أن نوى 36S و 37Cl و 38Ar و 39K و 40Ca متساوية النيوترونات، إذ أن جميعها يحوي 20 نيوترون.
اقترح مصطلح Isotone (إيزوتون) من قبل الفيزيائي الألماني Guggenheimer غوغنهايمر،  وذلك بالتبديل بين "p" في كلمة isotope (النظير) بحرف "n" للدلالة على النيوترون.

## اقرأ أيضاً
- نظائر، نويدات لها نفس عدد البروتونات.
- متساويات الكتل، نويدات لها نفس عدد الكتلة.
- متماكبات نووية، وهي حالات مهيجة مختلفة لنفس النويدة.